# 二苯基膦基锂
二苯基膦基锂是一种化合物，化学式为(C6H5)2PLi，它是对空气敏感的固体，可用于制备其它含二苯基膦基团的化合物。其乙醚配合物是红色的。

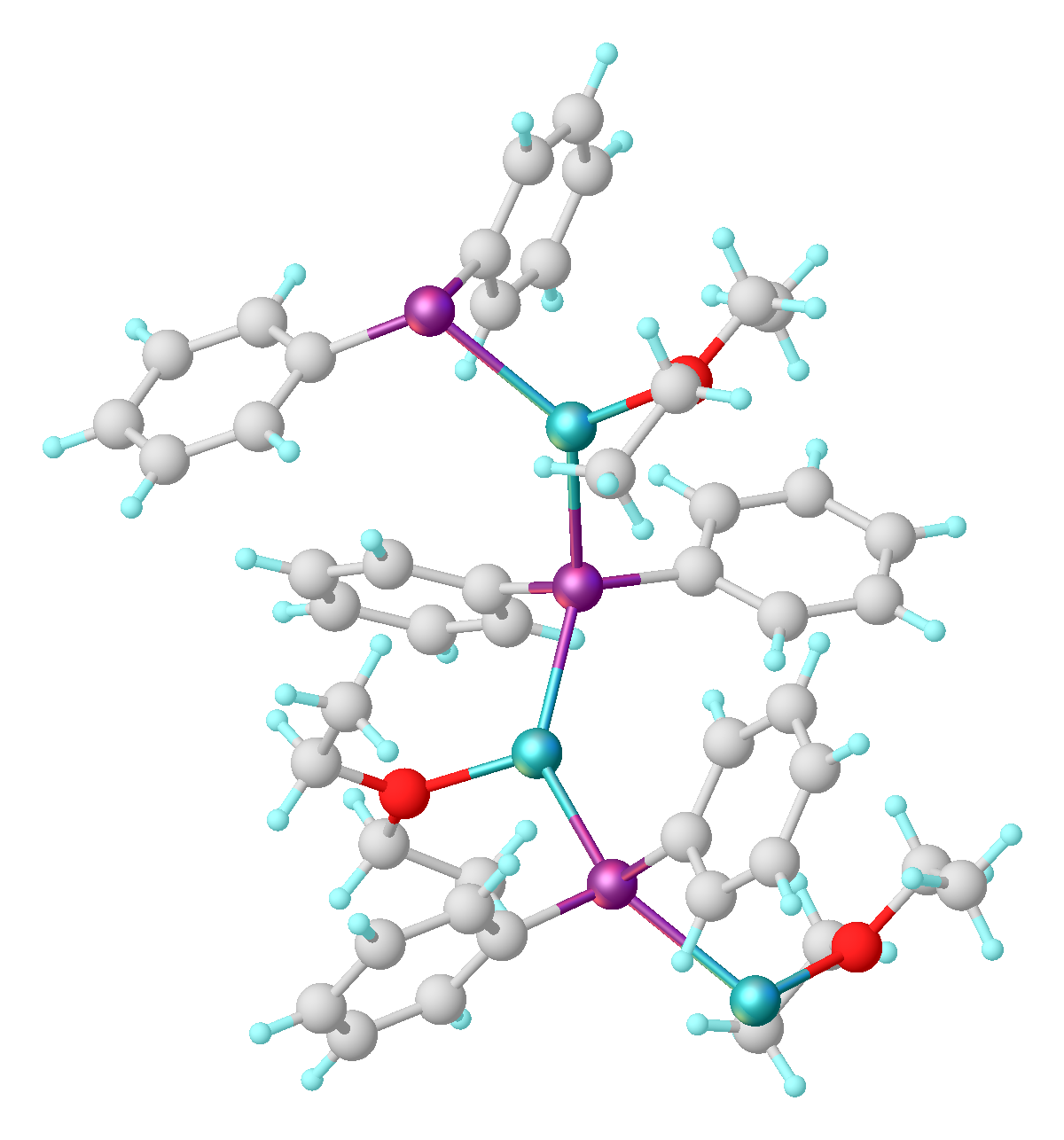
LiPPh_{2}(Et_{2}O)的部分聚合结构

## 合成
二苯基膦基锂可由二苯基氯化膦、三苯基膦或四苯基二膦被金属钠还原得到：
(C6H5)2PCl  +  2 Li   →  (C6H5)2PLi  +  LiCl
(C6H5)3P  +  2 Li   →  (C6H5)2PLi  +  LiC6H5
(C6H5)4P2  +  2 Li   →  2 (C6H5)2PLi
它也可由二苯基膦脱氢得到。

## 反应
二苯基膦基锂可以在水中水解，生成二苯基膦：
(C6H5)2PLi  +  H2O   →   (C6H5)2PH  +  LiOH
它和卤代烃反应，生成叔膦：
(C6H5)2PLi  +  RX   →   (C6H5)2PR  +  LiX
例如，它和1,6-二氯己烷在四氢呋喃中反应，可以得到1,6-双(二苯基膦基)己烷。
它可用作甲基季铵盐的脱甲基试剂。它和金属卤化物（或有机金属卤化物）反应，生成过渡金属膦配合物。